# Chapakot
Chapakot (Nepali चापाकोट Chapakot) ist eine Stadt (Munizipalität) im Distrikt Syangja in Zentral-Nepal.
Die Stadt entstand 2014 durch Zusammenlegung der Village Development Committees Chapakot, Kuwakot und Ratnapur.
Chapakot liegt am linken nördlichen Flussufer des Unterlaufs des Kali Gandaki oberhalb der Einmündung des Jagdee Khola.
Das Stadtgebiet umfasst 49,2 km².

## Einwohner
Bei der Volkszählung 2011 hatten die VDCs, aus welchen die Stadt Chapakot entstand, 12.742 Einwohner (davon 5396 männlich) in 2902 Haushalten.